# Електричне опалення

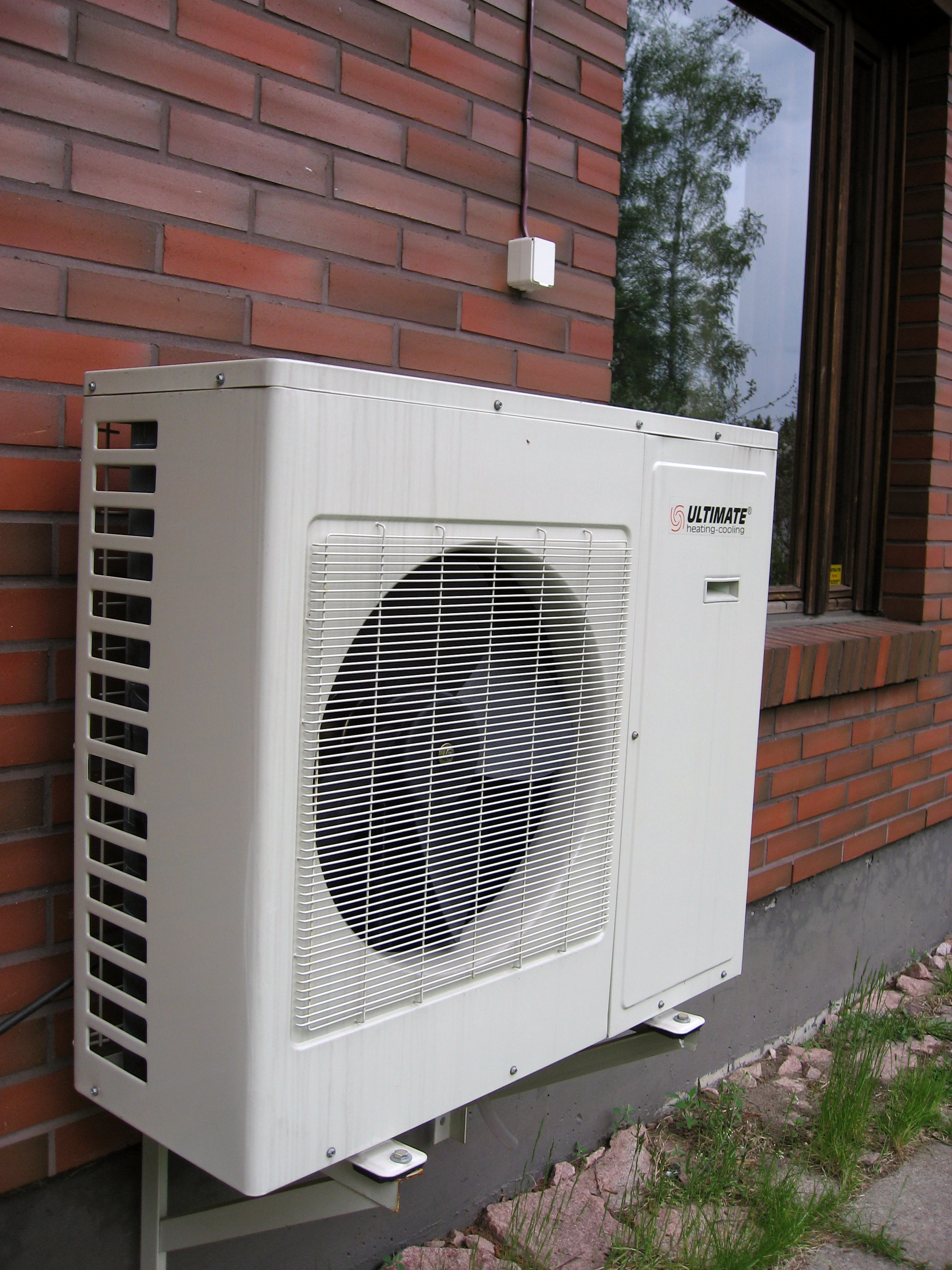
Зовнішній теплообмінник повітряного теплового насоса

Електричне опалення  — система опалення яка використовує електричну енергію для обігріву приміщень. Електричне опалення є досить новим явищем, в минулому електроенергія  майже не використовувалась як основна система опалення. Це пов'язано з низькою енергоефективністю традиційних електро обігрівачів (тенових та електродних), де використовуються звичні теплові елементи для прямого вироблення тепла. Але з появою сучасних обігрівачів як-от теплові насоси (теплові помпи), карбонові обігрівачі, графенові обігрівачі, електричне опалення пережило "друге народження" і ефективно конкурує з іншими системами опалення, особливо в умовах сучасного подорожчання викопного палива (газу, нафти).

## Переваги і недоліки електричного опалення
Електричне опалення має наступні переваги порівняно з іншими системами опалення: відсутність продуктів згоряння та забруднення довкілля (безпосередньо поблизу опалювального приміщення);  простота та короткі терміни монтажу електропроводки та нагрівальних пристроїв; менші капітальні витрати; компактність нагрівальних пристроїв; гнучкість регулювання та простота автоматизації. До вад електричного опалення слід віднести: високе навантаження на електричну мережу, а також низьку енергоефективність узвичаєних електричних обігрівачів, це не стосується сучасних видів електричного обігріву. 

## Види електричного опалення

### Традиційне електричне опалення
Традиційне електричне опалення представлене такими електричними приладами як: електричний котел, конвектор, калорифер, тепловентилятор, теплова гармата, оливний обігрівач, електропіч та інше. Всі ці обігрівачі об'єднує утворення теплової енергії напряму в обігрівачі шляхом проходження крізь електро-елементи зі збільшеним електро спротивом, це досить затратний метод отримання тепла, що відзначається низькою енергоефективністю. Також ці прилади мають досить високу енергоємність і підвищену пожежонебезпечність. Оскільки всі попередньо описані властивості є взаємопов'язаними, підвищення коефіцієнту одного з них, переважно збільшує і коефіцієнти інших. Наприклад обігрівачу який споживає 2000 ват і більше, дуже важко відповідати суворим протипожежним вимогам для обігрівачів що використовуються в помешканнях. Водночас обігрівач котрий споживає 500 ват і менше, може легко відповідати таким вимогам, завдяки тому що споживана ним потужність низька, відповідно імовірність його займання є значно меншою. 

### Інфрачервоне опалення
Інфрачервоне опалення це опалення головним елементом якого є інфрачервоний обігрівач, що випромінює інфрачервоні промені котрі віддають тепло предметам і поверхням. Інфрачервоне випромінювання що випромінюється рефлектором, поглинається навколишніми поверхнями, стінами, меблями, людьми тощо нагріває їх, які своєю чергою накопичують теплову енергію і віддають тепло повітрю. 
Інфрачервоне випромінювання є подібним звичайному світловому потоку. Природа інфрачервоного випромінювання схожа з тією, за якою утворюється видиме світло, від сонця чи від електроприладів. Інфрачервоне світло повністю підпадає під закони оптики, посідаючи становище між короткохвильовим радіовипромінюванням з довжиною хвилі 1-2 мм. і видимим людському оку червоним світлом із довжиною хвилі 0,74 мкм. 
За допомогою інфрачервоних обігрівачів котрі випромінюють інфрачервоне світло з'являється можливість цільового обігріву тільки тих частин приміщень (або навіть на вулиці), в яких це необхідно, без опалення всієї площі приміщення; теплова дія від інфрачервоних променів відчувається майже відразу після увімкнення інфрачервоного обігрівача, що дозволяє не перейматися відсутністю попереднього нагріву приміщення. Ці фактори підвищують енергоефективність даних приладів. Найголовнішою конструктивною складовою інфрачервоного обігрівача є нагрівальний елемент, що випромінює інфрачервоне випромінення назовні. 
В інфрачервоних обігрівачах використовується закрита або відкрита спіраль, з матеріалу який під дією електроенергії випромінює інфрачервоні промені, в газових інфрачервоних обігрівачів металева сітка або трубка з чорним покриттям або керамічна пластина зі спеціальними отворами, що нагрівається в плівкових обігрівачах. Для більш цільового опалення і захисту корпусу та його вмісту від перегріву застосовується рефлектор з матеріалу який добре відбиває інфрачервоне випромінювання і гарно утримує тепло. Якщо випромінювач має невеликий розмір, то рефлектор роблять у вигляді параболоїда обертання, якщо лінійну — параболічного циліндра. Для пом'якшення і часткового розширення діаграми спрямованості, рефлектор іноді роблять матовим або наносять на нього нерівності. Якщо обігрівач призначений для розміщення в місці, доступному людям чи тваринам, випромінювач додатково захищають металевою сіткою або прозорою перегородкою. Використання сучасних моделей інфрачервоних обігрівачів є дуже енергоефективним і ощадним, наприклад карбоновому обігрівачу щоб обігріти 10 кв. м. площі протягом години, треба витратити приблизно 300 ват електроенергії, якщо ж таку ділянку обігрівати звичайними електричними обігрівачами (оливними обігрівачами, конвекторами, електро котлами, електропечами) протягом години треба витратити близько 800-1000 ват електроенергії. 
Вадою інфрачервоного опалення є те, що тепло випромінюється лише в бік, куди рефлектором відбивається промениста теплова енергія і щойно вимкнули ІЧ обігрівач, як стає майже знову холодно. 

### Опалення тепловими насосами
Тепловий насос (теплова помпа) є сучасним опалювальним агрегатом, який розрахований на те щоб брати теплову енергію від так званих низько потенційних джерел енергії (повітря, води, землі) потім це тепло тепловий насос використовує тля опалення помешкань, також може нагрівати воду. Водночас, тепловий насос здатен працювати і в зворотному напрямку, на збір не теплової енергії, а її винос на зовні і охолодження приміщення всередині в літній період. 
Головна перевага теплових насосів у тому що вони використовують безкоштовну енергію з навколишнього середовища направляючи її на опалення приміщення, і жоден інший вид обігрівачів на таке не здатний, бо вони змушені самостійно утворювати теплову енергію шляхом витрачання енергоресурсів, наприклад електроенергії, газу, пелет, вугілля, дров,тирси та іншого.  Єдиним недоліком теплового насоса (теплової помпи) є те що під час морозів з температурою нижче -10 споживання енергії тепловим насосом збільшується до показників котрі наближаються до звичайних електричних обігрівачів наприклад оливних обігрівачів чи конвекторів. Проте в Україні морози з температурою нижче -10 рідкісні, отже використання теплових насосів дуже вигідне і дозволяє заощаджувати на опаленні в рази. Навіть якщо у населеному пункті температура повітря протягом 1-2 тижнів буде триматися нижче -10 то короткочасне збільшення витрат споживання електроенергії майже не вплине на заощадженні електроенергії під час опалювального сезону загалом. Слід зробити висновок що використання теплових насосів (теплових помп) в помірному кліматі України є надзвичайно вигідним і доцільним. В середньому щоби тепловому насосу (повітря-повітря) обігріти 10 кв. м. площі протягом години треба витратити приблизно 300 ват електроенергії, якщо таку територію обігрівати звичайними електричними обігрівачами (оливними обігрівачами, конвекторами, електро котлами, електропечами) протягом години треба витратити близько 800-1000 ват електроенергії. У разі застосування теплових насосів повітря-вода, економія електроенергії збільшується, оскільки вода має більший енергопотенціал ніж повітря, але на ділі такі системи можна розміщувати лише в приватних будинках. Одним із різновидів теплового насоса, є кондиціонер.

## Див також
- Опалення
- Енергоефективність